# Clistoabdominalis imitator
Clistoabdominalis imitator är en tvåvingeart som beskrevs av De Meyer 1995. Clistoabdominalis imitator ingår i släktet Clistoabdominalis och familjen ögonflugor.
Artens utbredningsområde är Israel. Inga underarter finns listade i Catalogue of Life.